# Metilia boliviana
Metilia boliviana är en bönsyrseart som beskrevs av Werner 1927. Metilia boliviana ingår i släktet Metilia och familjen Acanthopidae. Inga underarter finns listade i Catalogue of Life.